# Valdir Joaquim de Moraes
Valdir Joaquim de Moraes (Porto Alegre, 1931. november 23. – Porto Alegre, 2020. január 11.) válogatott brazil labdarúgó, kapus, edző.

## Pályafutása

### Klubcsapatban
1954 és 1957 között a Renner, 1958 és 1968 között a Palmeiras, 1969-ben a Rio Grande do Sul állambeli Cruzeiro labdarúgója volt.

### A válogatottban
1956 és 1965 között öt alkalommal szerepelt a brazil válogatottban.

## Sikerei, díjai
Palmeiras
- Brazil bajnokság
  - bajnok: 1967
- Brazil kupa
  - győztes (2): 1960, 1967